# Hellamaa (Muhu)
Hellamaa – wieś w Estonii, w prowincji Sarema, w gminie Muhu.
Z Hellamaa pochodził arcybiskup Herman – zwierzchnik autonomicznego Fińskiego Kościoła Prawosławnego w latach 1925-1960.